# Hamburg Masters 2004
Hamburg Masters 2004 — тенісний турнір, що проходив на ґрунтових кортах у місті Гамбург, Німеччина з 10 травня . Належав до категорії Masters Series, був турніром серії Hamburg European Open 2004 року.

## Фінальна частина

### Одиночний розряд
Роджер Федерер —  Гільєрмо Кор'я 4–6, 6–4, 6–2, 6–3

### Парний розряд
Вейн Блек /  Кевін Ульєтт —  Боб Браян /  Майк Браян 6–4, 6–2